# Rafał Rosolski
Rafał Rosolski (Gorzów Wielkopolski, 27 de mayo de 1991) es un deportista polaco que compite en piragüismo en la modalidad de aguas tranquilas. Está casado con la piragüista Beata Mikołajczyk.
Ganó tres medallas en el Campeonato Europeo de Piragüismo entre los años 2016 y 2022.

## Palmarés internacional
| Campeonato Europeo | Campeonato Europeo | Campeonato Europeo | Campeonato Europeo |
| Año                | Lugar              | Medalla            | Competición        |
| ------------------ | ------------------ | ------------------ | ------------------ |
| 2016               | Moscú (Rusia)      | Medalla de bronce  | K4 1000 m          |
| 2017               | Plovdiv (Bulgaria) | Medalla de plata   | K4 1000 m          |
| 2022               | Múnich (Alemania)  | Medalla de bronce  | K1 5000 m          |